# Behistuninscriptie
De Behistuninscriptie is een inscriptie met bijbehorende reliëfs in een rotswand nabij de Iraanse plaats Behistun. De inscriptie werd geschreven in opdracht van de Achamenidische koning Darius I (522–486 voor Christus) en vermeldt diens overwinningen en daden. Met behulp van de tekst is het Oud-Perzisch schrift dat in de tijd van de Achaemeniden werd gebruikt ontcijferd.

## De inscriptie
De inscriptie bestaat uit vier delen. Het eerste deel gaat vergezeld van een groot reliëf van 5½ bij 3 meter, dat koning Darius samen met de boogschutter Intaphrenes en zijn lansenier Gobryas uitbeeldt. Darius heeft negen gevangenen van de door hem overwonnen volkeren vast aan een strop om hun nek. Een tiende figuur ligt onder zijn voeten. Boven deze dertien figuren is er een beeltenis van de zoroastrische god, Ahura Mazda.
Daaronder staat de tekst van dit verhaal in het Oud-Perzisch, daarnaast in het Elamitisch en in het Babylonisch.

## Het verhaal
De inscriptie werd gemaakt op een rots die honderd meter hoog is. De tekst vertelt hoe Ahura Mazda Darius uitkoos om tegen de usurpator Gaumata te strijden; hoe hij een burgeroorlog won en een zege tegen de Scythen behaalde. De tekst eindigt met een reeks aanbevelingen voor toekomstige heersers en enkele zegen- en vloekformules.

## Ontdekking en vertaling

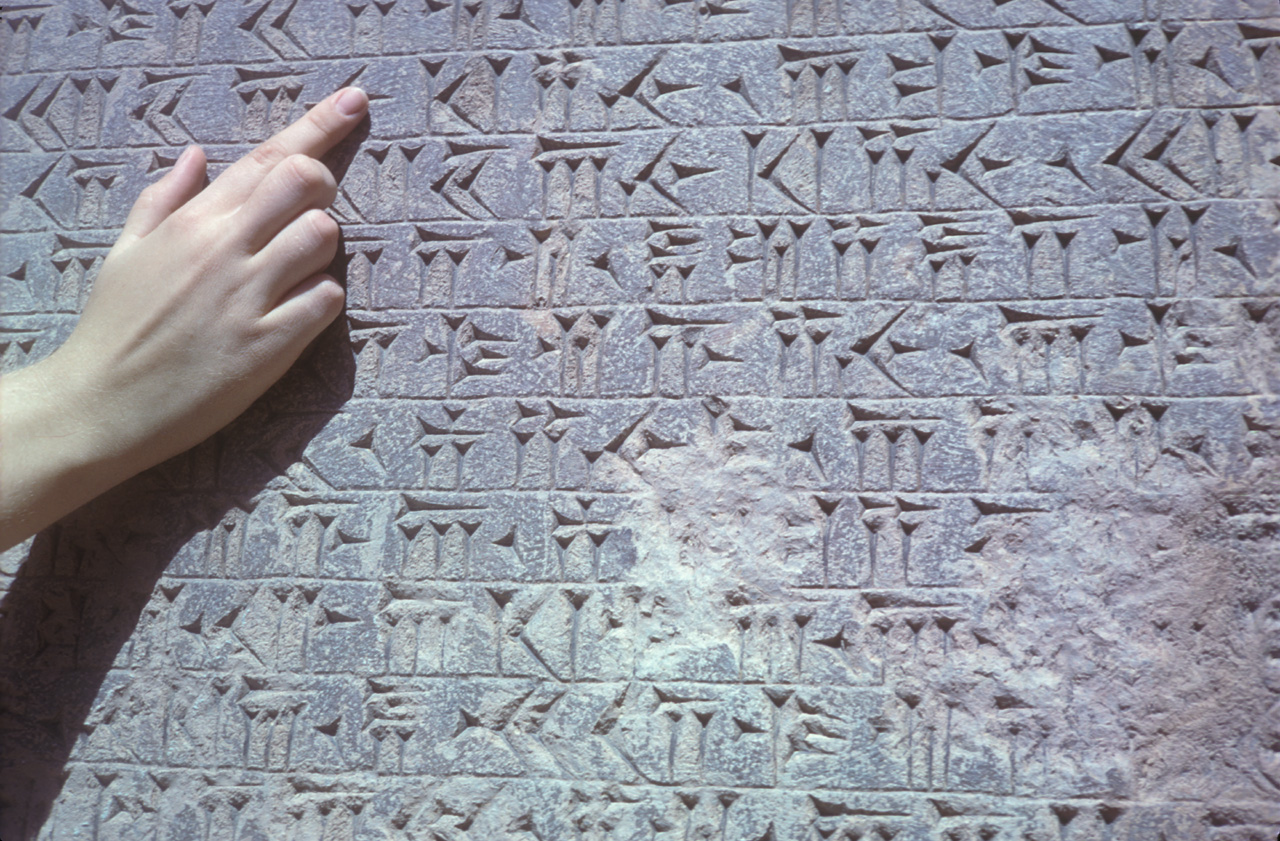
De Behistuninscriptie van dichtbij.

In 1598 zag de Engelsman Robert Sherley de inscriptie tijdens een diplomatieke missie naar Perzië in Oostenrijkse dienst. Hij dacht dat het een Bijbels verhaal betrof.
In 1835 herontdekte Sir Henry Rawlinson, een Britse legerofficier, de inscriptie. Hij schreef het bovenste gedeelte van de tekst over. De andere twee delen van de inscriptie liet hij over voor later. Hij toonde de Oud-Perzische tekst en ongeveer een derde van het syllabisch schrift aan Georg Friedrich Grotefend, een historicus die al enkele spijkerschrifttekens had ontcijferd. Gecombineerd met het materiaal uit Behistun bleek het mogelijk het schrift geheel te ontcijferen. Voor Rawlinson kwam van pas dat het eerste gedeelte uit een lijst van Perzische leiders bestaat, die op gelijke wijze voorkomt in een werk van Herodotus.
Nadat hij het Perzisch spijkerschrift had ontcijferd, vertaalde Rawlinson later in samenwerking met Edward Hincks, Julius Oppert en William Henry Fox Talbot ook het Babylonisch schrift.